# 緒方喜子
緒方 喜子（おがた よしこ、現姓：山口、1970年6月10日 - ）は、元中京テレビ放送のアナウンサー、現・小学校教員。神奈川県川崎市出身。慶應義塾大学経済学部卒業。血液型A型。

## 来歴
大学卒業後、1993年に中京テレビにアナウンサーとして入社。中京テレビ公式サイト内に現存する緒方本人のプロフィールページによれば、就職活動の場ではアナウンサーだけでなく、報道記者も視野に入れて活動していたという。
入社4年目から担当してきた『中京テレビニュースプラス1』では、長らくメインキャスターを務めるとともに少年犯罪や児童虐待について深く取材してきた。中でも児童虐待について取材してきた内容は、後に中京テレビニュースプラス1取材班との共著書として出版された。入社から7年後の2000年に、第21回NNSアナウンス大賞でテレビ部門大賞を受賞した。
2002年3月に中京テレビを退社し、子供の頃からの夢である小学校教員に転身した。現在は一児の母でもある。

## アナウンサー時代の担当番組
- おめざめワイド600 → 教児のおめざめワイド（キャスター休暇中の代理出演）
- 中京テレビニュースプラス1 （1996年4月 - 2002年3月、メインキャスター）

## 著書
- ゆれる親子 見失った絆を求めて（発行日 - 2002年1月30日、著者 - 緒方喜子・中京テレビニュースプラス1取材班、出版社 - 丸善、ISBN 4-621-04982-8） - 後に新装版が発行された。